# Paral·lel 59° nord
El paral·lel 59° nord és una línia de latitud que es troba a 59 graus nord de la línia equatorial terrestre. Travessa Europa, Àsia, l'Oceà Pacífic, Amèrica del Nord l'oceà Atlàntic.

## Geografia
En el sistema geodèsic WGS84, al nivell de 59° de latitud nord, un grau de longitud equival a 57,475 km; la longitud total del paral·lel és de 20.691 km, que és aproximadament 51,6% de la de l'equador, del que es troba a 6.543 km i a 3.459 km del pol Nord
Com tots els altres paral·lels a part de l'equador, el paral·lel 59° nord no és un cercle màxim i no és la distància més curta entre dos punts, fins i tot si es troben al mateix latitud. Per exemple, seguint el paral·lel, la distància recorreguda entre dos punts de longitud oposada és 10.346 km; després d'un cercle màxim (que passa pel Pol Nord), només és 6.918 km.

## Durada del dia
En aquesta latitud, el sol és visible durant 18 hores i 30 minuts a l'estiu, i 6 hores i 11 minuts en solstici d'hivern.

## Arreu del món
Començant al meridià de Greenwich i dirigint-se cap a l'est, el paral·lel 59º passa per:
| Coordenades                               | País, territori o mar | Notes                                                                                |
| ----------------------------------------- | --------------------- | ------------------------------------------------------------------------------------ |
| 59° 0′ N, 0° 0′ E / 59.000°N,0.000°E      | Mar del Nord          |                                                                                      |
| 59° 0′ N, 5° 34′ E / 59.000°N,5.567°E     | Noruega               |                                                                                      |
| 59° 0′ N, 10° 3′ E / 59.000°N,10.050°E    | Skagerrak             |                                                                                      |
| 59° 0′ N, 11° 2′ E / 59.000°N,11.033°E    | Noruega               | Illes Hvaler                                                                         |
| 59° 0′ N, 11° 6′ E / 59.000°N,11.100°E    | Suècia                |                                                                                      |
| 59° 0′ N, 11° 27′ E / 59.000°N,11.450°E   | Noruega               |                                                                                      |
| 59° 0′ N, 11° 42′ E / 59.000°N,11.700°E   | Suècia                | Passa a través del llac Vänern, aleshores passa uns 35 km (22 mi) al sud d'Estocolm. |
| 59° 0′ N, 18° 9′ E / 59.000°N,18.150°E    | Mar Bàltic            |                                                                                      |
| 59° 0′ N, 22° 30′ E / 59.000°N,22.500°E   | Estònia               | Illa de Hiiumaa                                                                      |
| 59° 0′ N, 22° 52′ E / 59.000°N,22.867°E   | Mar Bàltic            |                                                                                      |
| 59° 0′ N, 23° 8′ E / 59.000°N,23.133°E    | Estònia               | Illa de Vormsi i el continent. Passa a través del llac Pihkva                        |
| 59° 0′ N, 27° 44′ E / 59.000°N,27.733°E   | Rússia                | Passa a través de l'embassament de Ríbinsk                                           |
| 59° 0′ N, 142° 2′ E / 59.000°N,142.033°E  | Mar d'Okhotsk         |                                                                                      |
| 59° 0′ N, 150° 29′ E / 59.000°N,150.483°E | Rússia                | Illa Zavialov                                                                        |
| 59° 0′ N, 150° 36′ E / 59.000°N,150.600°E | Mar d'Okhotsk         |                                                                                      |
| 59° 0′ N, 151° 14′ E / 59.000°N,151.233°E | Rússia                |                                                                                      |
| 59° 0′ N, 152° 57′ E / 59.000°N,152.950°E | Mar d'Okhotsk         |                                                                                      |
| 59° 0′ N, 159° 44′ E / 59.000°N,159.733°E | Rússia                | Kamtxatka                                                                            |
| 59° 0′ N, 163° 5′ E / 59.000°N,163.083°E  | Mar de Bering         | Estret de Litke                                                                      |
| 59° 0′ N, 163° 54′ E / 59.000°N,163.900°E | Rússia                | Illa Karaguinski                                                                     |
| 59° 0′ N, 164° 43′ E / 59.000°N,164.717°E | Mar de Bering         |                                                                                      |
| 59° 0′ N, 161° 49′ O / 59.000°N,161.817°O | Estats Units          | Alaska                                                                               |
| 59° 0′ N, 153° 36′ O / 59.000°N,153.600°O | Oceà Pacífic          | Golf d'Alaska – passa al nord de les illes Barren                                    |
| 59° 0′ N, 138° 10′ O / 59.000°N,138.167°O | Estats Units          | Alaska                                                                               |
| 59° 0′ N, 137° 30′ O / 59.000°N,137.500°O | Canadà                | Colúmbia Britànica - per uns 13 km (8.1 mi)                                          |
| 59° 0′ N, 137° 16′ O / 59.000°N,137.267°O | Estats Units          | Alaska                                                                               |
| 59° 0′ N, 134° 24′ O / 59.000°N,134.400°O | Canadà                | Colúmbia Britànica Alberta Saskatchewan Manitoba (no gaire al nord de Churchill).    |
| 59° 0′ N, 94° 43′ O / 59.000°N,94.717°O   | Badia de Hudson       | Passa al sud de les illes Ottawa, Nunavut, Canadà                                    |
| 59° 0′ N, 78° 21′ O / 59.000°N,78.350°O   | Canadà                | Nunavut – una illa Quebec Nunavut – illa Tiercel                                     |
| 59° 0′ N, 68° 58′ O / 59.000°N,68.967°O   | Badia d'Ungava        |                                                                                      |
| 59° 0′ N, 65° 54′ O / 59.000°N,65.900°O   | Canadà                | Nunavut – algunes illes Quebec Terranova i Labrador                                  |
| 59° 0′ N, 63° 13′ O / 59.000°N,63.217°O   | Oceà Atlàntic         |                                                                                      |
| 59° 0′ N, 3° 22′ O / 59.000°N,3.367°O     | Regne Unit            | Escòcia – Mainland, Orkney                                                           |
| 59° 0′ N, 2° 55′ O / 59.000°N,2.917°O     | Mar del Nord          |                                                                                      |